# Убойная сила (сезон 1)
Убойная сила-1 — первый сезон российского детективного телесериала «Убойная сила». Вышел на экраны в 2000 году.
Первый сезон сериала, вызвавший значительный резонанс среди критиков и зрителей, был ответвлением сериала «Менты» («Улицы разбитых фонарей») и шёл с ним практически в одно время с одними героями.

## Сюжет
Санкт-Петербург, 1999 год.
Одним из самых влиятельных людей в городе становится предприниматель Аркадий Викторович Боголепов. Его лицо не сходит с экранов телевизоров: Боголепов делает политическое заявление, Боголепов общается с пенсионерами, Боголепов бросает вызов мафии, Боголепов раздает бесплатных кур на Сенной. Каждый день он на виду. И никто не сомневается в том, что скоро Боголепов займет кресло председателя Законодательного собрания.
Но однажды оперуполномоченный одного из питерских отделений милиции Игорь Плахов, расследуя убийство одного известного политика, выходит на след бандитской группы. Плахов подозревает, что нити от этого преступления должны привести в офис Аркадия Боголепова. Но Плахов ещё не знает, что самые страшные его открытия впереди. Его работа становится очень опасной. Но Плахов готов рисковать — такой у него характер. Вместе с ним его друзья — такие же, как он, оперативники — Вася Рогов и Толя Дукалис (прикомандированный к ним из Петроградского района).

## Список серий
- 1. «Служебное соответствие»

Опытные оперативники Соловец, Ларин, Дукалис и Волков расследуют дело о заказном убийстве. Для того, чтобы выйти на заказчика, они инсценируют убийство известной предпринимательницы и дают информацию об этом в телевизионные новости. Случившимся очень встревожен влиятельный бизнесмен Аркадий Боголепов. Тому, кто найдет «убийцу», он обещает подарить джип. В погоню за наградой включаются сотрудники соседнего отделения милиции — Вася Рогов и Игорь Плахов.
Объединив силы, оперативники выходят на след киллера и выясняют, что тот действительно работает на Боголепова, рвущегося в депутаты Законодательного собрания.
- 2. «Рикошет»

Дукалис временно переходит в отдел к Рогову и Плахову. Вместе они под видом «братков» оказывают помощь мелкому бизнесмену по защите от рэкетиров. Тем временем, мучимый ломкой наркоман Юра Котин обворовывает случайную прохожую пожилого возраста и скрывается у своей подруги Веры Лебедевой.
Старый приятель Плахова Борис Кравченко предлагает Плахову перейти в охранную фирму «Ягуар», находящуюся под контролем Боголепова. Веру арестовывают на Сенном рынке за участие в драке и хранении наркотиков. Плахов пытается расколоть Лебедеву, но та не даёт никаких показаний. Плахов узнаёт информацию о Вере и Юре от своего старого знакомого «барабана» Кости, после чего выпускает Лебедеву. Бандиты Боголепова решили взять Веру на поруки, однако Игорь отказывает им в их требовании.
Позже Котин, мучаясь от ломки, пытается взять в долг наркотиков у местного наркоторговца по кличке «Ван Гог». Получив отказ, тот расстреливает всю шайку и думает убраться из города, не подозревая, что на его след вышла милиция. В конечном итоге, Юру и Веру арестовывают, но последнюю приходится отпустить за «помощь следствию» (та изъяла из револьвера патроны, сорвав таким образом убийство Плахова).
- 3. «Умирать подано»

Наркозависимая Вера Лебедева вынуждена работать на бандитов за наркотики. Бандит Анохин по кличке «Вентилятор» использует Веру для того, чтобы совершить для Боголепова заказное убийство одного из его конкурентов — депутата Леопольда Салтыкова. Вера обращается за помощью к Плахову. Благодаря её наводке, «Вентилятора» арестовывают и выбивают из него показания по убийству депутата. Боголепов и Мухаев начинают подозревать неладное с Анохиным.
- 4. «След глухаря»

Аркадий Боголепов баллотируется в депутаты Законодательного собрания Санкт-Петербурга. «Вентилятора» выпускают из СИЗО, с чем несогласны опера и работники прокуратуры. Заслуженный работник прокуратуры Изюмов понимает, что к этому делу причастен коррумпированный и подлый прокурор Анатолий Львович, способный на должностные подлоги и явно работающий на Боголепова. В это время подручный новоиспечённого депутата Овчинников по кличке «Мясорубка» пытается подчистить следы, ведущие к Боголепову от «Вентилятора», что ему успешно удаётся: сначала от смертельной инъекции, сделанной наёмным убийцей в облике медсестры, гибнет Вера, а затем люди Боголепова убивают следователя Пашу Орешкина, который вёл дело Анохина. Под конец убивают самого «Вентилятора». Узнав о гибели Веры, Плахов переживает тяжёлый кризис, грозящий его работе в органах, и уходит в длительный запой. После серии запоев и прогула Игоря отстраняют от работы в милиции.
- 5. «Тактика ближнего боя»

У Боголепова уводят две фуры с водкой. Всё указывает на то, что вор — кто-то из его приближённых.
По подозрению в убийстве Орешкина арестовывают «Мясорубку», однако свидетеля убийства запугивают люди Боголепова, из-за чего тот на следующий день отказывается признаться на опознании. В конце концов, Овчинникова отпускают, с чем несогласны опера. Ларин подозревает, что к запугиванию свидетеля причастен Плахов.
Выходки Игоря на работе и его «запой» оказались лишь инсценировкой, инициатором которой является генерал Максимов.. Благодаря его протекции и помощи Дукалиса Игорь внедряется к Боголепову под видом охранника и принимает деятельное участие во внутреннем расследовании. В результате проверки выясняется, что к краже фур с водкой причастен Мухаев. Благодаря наводке Плахова, основанной на показаниях Руслана, банда, укравшая фуры с водкой, обезврежена.
- 6. «Силовая защита»

Боголепов встречается с бизнесменом Эдуардом Крамским по вопросу принадлежности участка земли на Финском заливе. Встреча заканчивается ссорой обоих, но зато на стрелке в качестве охранника присутствует Плахов.
Местный журналист Александр Глебов получает компромат на Боголепова, но при этом решает взять у него интервью. Аккурат после встречи Боголепов просит разобраться, в результате чего журналиста убивают. Под подозрение попадают Плахов и Боря Кравченко. Пока они вынужденно скрываются за городом, Дукалис ищет настоящего убийцу. Позже Плахов, благодаря протекции Дукалиса, раскалывает на причастность к убийству Глебова его коллегу Павла Зобина. Тот сообщает, что заказчиком является давний недруг Боголепова Крамской...
- 7. «Оперативное вмешательство»

«Лысому» и «Мясорубке» не нравится, что Плахов работает на Боголепова и они решают его подставить, подбросив ему в машину пистолет. На очередном рейде Игоря арестовывают, но позже, благодаря Дукалису, отпускают.
В офисе Боголепова Плахов видит таинственную медсестру Светлану. Он догадывается о том, что именно она причастна к гибели Веры. Вместе с Дукалисом Игорь организовывает слежку. Светлану задерживают при попытке убийства конкурента Боголепова, но допросить не успевают, она гибнет в результате взрыва пейджера, подстроенного «Мясорубкой».
- 8. «Ударная волна».

Боголепов понимает, что попал под наблюдение. Для того, чтобы выйти из игры, он инсценирует покушение на самого себя.
Игорь разоблачает намерение людей Боголепова совершить покушение на депутата Андронова, о чём сообщает генералу Максимову. Секретарь Маша случайно выдаёт «Мясорубке» Плахова и Дукалиса, после чего «Лысого» и «Мясорубку» арестовывают. Боголепов запугивает прокурора наличием компромата на него, после чего нанимает киллера для устранения Игоря — старого приятеля Родиона.
- 9. «Мера пресечения»

Боголепов заказывает Борису убить депутата Андронова. Для того, чтобы довести операцию до конца и остаться в живых, Плахов разъясняет Кравченко, что Боголепов стремится его убить, после чего встречается с Родионом и срывает покушение на себя. Изюмов раскалывает «Лысого» и «Мясорубку» на предмет совершённых ранее убийств Бочаровой, Орешкина, Светланы, Мухаева, «Вентилятора» и Салтыкова. В конечном итоге, Боголепов и его свита попадают в тюрьму, а Плахов восстанавливается на службе в милиции. Приятель Игоря Борис впоследствии становится хорошим другом оперов, а секретарша Маша — близкой подругой Плахова.

## В ролях

### Главные роли
- Сергей Селин — капитан милиции Анатолий Валентинович Дукалис (1—9 серии)
- Константин Хабенский — старший лейтенант милиции Игорь Сергеевич Плахов (1—9 серии)
- Андрей Федорцов — старший лейтенант милиции Василий Иванович Рогов (1—9 серии)
- Алексей Нилов — капитан милиции Андрей Васильевич Ларин (1—9 серии)
- Александр Половцев — майор милиции Олег Георгиевич Соловец (1—9 серии)
- Михаил Трухин — старший лейтенант милиции Вячеслав Юрьевич Волков (1—9 серии)

### В ролях
- Николай Лавров — депутат Аркадий Викторович Боголепов (1—9 серии) (арестован)
- Евгений Леонов-Гладышев — майор милиции Анатолий Павлович Шишкин (1—5,7,9 серии)
- Виктор Бычков — Альберт Викторович Померанцев, бомж-осведомитель (1 серия)
- Елена Симонова — Лидия Владимировна Сергеева, общественный деятель и меценат (1 серия)
- Николай Судник — «барабан» (осведомитель) Скворцов (1 серия)
- Георгий Штиль — Фёдор Ильич Петров, тесть Рогова (1, 8—9 серии)
- Ольга Калмыкова — тёща Рогова (9 серия)
- Николай Лосев — мясник Зяма (1 серия)
- Андрей Ургант — Руслан Григорьевич Мухаев («Муха»), помощник Боголепова (1—5 серии, в 8 серии появляется во сне Боголепова. Убит в 5 серии.)
- Марина Макарова — Вера Лебедева (2—4 серии, в 8 серии появляется во сне Боголепова. Убита в 4 серии.)
- Игорь Лифанов — Сергей Анохин («Вентилятор»), наёмный убийца, приближённый к Боголепову (2—4 серии, в 8 серии появляется во сне Боголепова. В 4 серии убит.)
- Людмила Курепова — Маша, секретарь Боголепова (2—9 серии)
- Сергей Мурзин — Борис Кравченко, друг Плахова, подручный Боголепова (2—9 серии)
- Игорь Добряков — Вдовин, офицер из главка (2—4,9 серии)
- Василий Чернышёв — наркоман Юрка Котин (2 серия)
- Артур Харитоненко — Гена Курицын («Ван Гог»), наркоторговец (2 серия)
- Анатолий Горин — Костя, «барабан» Плахова (2 серия)
- Валентин Корнезо — «Котлета», подручный «Ван Гога» (2 серия)
- Анатолий Сливников — Юрий Хохлов («Лысый»), охранник, подручный Боголепова (2—4,6—9 серии) (арестован)
- Петр Лимин — Антон (2—8 серии)
- Роман Шумилов — Гришка, наркоторговец (2—3 серии)
- Анатолий Худолеев — Пётр Иванович Неприторомный, пенсионер, жертва Салтыкова (3 серия)
- Олег Иванов — следователь прокуратуры Паша Орешкин (3—4 серии, в 8 серии появляется во сне Боголепова. В 4 серии убит)
- Владимир Сапунков — следователь прокуратуры, приятель Орешкина (4 серия)
- Виктор Костецкий — генерал Александр Александрович Максимов (3, 5, 7—9 серии)
- Людмила Шевель — Алёна, врач (4 серия)
- Герман Орлов — Иван Фёдорович Изюмов, следователь прокуратуры (4, 8 серии)
- Станислав Садальский — прокурор Анатолий Львович (4, 8 серии)
- Александр Новиков — хозяин тира, по совместительству — хозяин угнанных «Жигулей» (4 серия)
- Юлия Деллос — Светлана Бочарова, убийца из банды Боголепова (4, 6, 7 серии, в 8 серии появляется во сне Боголепова. Убита в 7 серии.)
- Станислав Мухин — свидетель убийства Орешкина (4—5 серии)
- Елена Соловьева — корреспондентка Анастасия Данилова (3—4,6,8—9 серии) (роль озвучила Юлия Рудина)
- Сергей Дружко — подручный Боголепова
- Николай Дик — Владислав Иванович Овчинников («Мясорубка»), подручный Боголепова (4—9 серии) (арестован)
- Борис Клюев — Эдуард Крамской, бизнесмен и крупный авторитет (6 серия)
- Виктор Мелихов — оперуполномоченный Яшкин (8 серия)
- Александр Лушин — Александр Глебов, журналист (6 серия) (убит)
- Дмитрий Гоголин — Павел Зобин, журналист (6 серия)
- Полина Бахаревская — Маша, работница салона шуб, невеста Глебова (6 серия)
- Иосиф Кошелевич — Сергей Иванович, полковник из главка (7 серия)
- Кирилл Лавров — Михаил Иванович, покровитель Боголепова (7—8 серии)
- Юрий Гальцев — Юра, эксперт-криминалист (7—9 серии)
- Владимир Труханов — Семёныч, пиротехник (8 серия)
- Эрнст Романов — Родион Васильевич, наёмный убийца, старый приятель Боголепова (8—9 серии)
- Александр Солоненко — депутат Игорь Петрович Андронов (7—9 серия)
- Игорь Клочков — вор-рецидивист Касторкин (8 серия)
- Сергей Бабин — Сидоров (8 серия)
- Михаил Шараутин — депутат Леопольд Степанович Салтыков (3 серия, в 8 серии появляется во сне Боголепова) (убит)
- Наталья Антонова — камео (1 серия)